# Distretto di Dadukou
Il distretto di Dadukou (cinese semplificato: 大渡口区; cinese tradizionale: 大渡口區; mandarino pinyin: Dàdùkǒu Qū) è un distretto di Chongqing. Ha una superficie di 103 km² e una popolazione di 220.000 abitanti al 2006.